# Nghị quyết vịnh Bắc Bộ
Nghị quyết vịnh Bắc Bộ (tên chính thức là Nghị quyết Đông Nam Á, Công Pháp 88-408) là một nghị quyết chung được Quốc hội Hoa Kỳ thông qua ngày 7/8/1964 để đáp lại sự kiện Vịnh Bắc Bộ.
Nghị quyết này mang một ý nghĩa lịch sử vì nó cho phép tổng thống Mỹ Lyndon B. Johnson quyền sử dụng lực lượng quân đội "quy ước" ở Đông Nam Á mà không cần đến tuyên bố chiến tranh từ Quốc hội. Đặc biệt, nghị quyết trao cho tổng thống quyền thực hiện mọi biện pháp cần thiết để trợ giúp cho bất kỳ quốc gia đồng minh nào tham gia Hiệp ước Phòng thủ chung Đông Nam Á.
Tại thượng viện, chỉ duy nhất hai thượng nghị sĩ Wayne Morse (bang Oregon) và Ernest Gruening (bang Alaska) chống lại nghị quyết này. Thượng nghị sĩ Gruening phản đối "gửi những thanh niên Mỹ của chúng ta tới chiến trường của một cuộc chiến mà ở đó chúng ta không có lợi lộc gì, đây không phải là cuộc chiến của chúng ta, chúng ta đã dính líu vào đó một cách sai lầm và vẫn đang từ từ leo thang" ("sending our American boys into combat in a war in which we have no business, which is not our war, into which we have been misguidedly drawn, which is steadily being escalated"). Chính quyền Johnson cuối cùng đã dựa vào nghị quyết này bắt đầu leo thang nhanh chóng trong việc để quân đội Mỹ dính líu vào Miền Nam Việt Nam và mở ra một cuộc chiến tranh tốn kém và đẫm máu giữa Việt Nam Dân chủ Cộng hòa và Hoa Kỳ.